# Tetracera
Tetracera és un gènere de plantes amb flor de la família de les Dilleniàcies.

## Taxonomia
Hi ha unes 50 espècies en aquest gènere.
- Tetracera alnifolia Willd.
- Tetracera asiatica (Lour.) Hoogland
- Tetracera cowleyana F. M. Bailey
- Tetracera indica (Christm. & Panz.) Merr.
- Tetracera loureiri (Fin. & Gagnep.) Pierre ex Craib
- Tetracera madagascariensis (Willd.) ex Schltdl.
- Tetracera sarmentosa (L.) Vahl subsp. andamanica (Hoogl.) Hoogl.
- Tetracera sarmentosa (L.) Vahl subsp. asiatica (Lour.) Hoogl.
- Tetracera scandens (L.) Merr.
- Tetracera volubilis L.